# شهرستان گوما
شهرستان گوما (به اویغوری: گۇما ناھىيىسى) و یا شهرستان پیشان (به چینی: 皮山县، به پین‌یین: 	Píshān Xiàn) یک واحد تقسیماتی در چین است که در ولایت ختن واقع شده‌است.

## جمعیت
| ترکیب قومیتی شهرستان گوما | ترکیب قومیتی شهرستان گوما | ترکیب قومیتی شهرستان گوما | ترکیب قومیتی شهرستان گوما | ترکیب قومیتی شهرستان گوما |
| ------------------------- | ------------------------- | ------------------------- | ------------------------- | ------------------------- |
| قومیت                     | قومیت                     |                           | درصد                      | درصد                      |
| اویغور                    | اویغور                    |                           | ۹۸٫۳٪                     | ۹۸٫۳٪                     |
| هان                       | هان                       |                           | ۱٫۰٪                      | ۱٫۰٪                      |
| تاجیک                     | تاجیک                     |                           | ۰٫۴٪                      | ۰٫۴٪                      |
| قرقیز                     | قرقیز                     |                           | ۰٫۳٪                      | ۰٫۳٪                      |
| سایر                      | سایر                      |                           | ۰٫۰٪                      | ۰٫۰٪                      |
| منبع سرشماری جمعیت :      |                           |                           |                           |                           |

## تاریخچه
بین سال‌های ۱۸۸۳ میلادی و ۱۹۱۳ میلادی، تحت حاکمیت دودمان چینگ، «ولایت ختن» برای اولین بار تاسیس شد. منطقهٔ گوما در این ولایت قرار داشت.
در سال ۱۹۱۳ میلادی، با تاسیس جمهوری چین (۱۹۴۹–۱۹۱۲)، این ولایت منحل شده. ۱۲ شهرستان با هم یکی شده و ولایت کاشغر را تاسیس کردند. ۴ تا از این ۱۲شهرستان، شامل اراضی تشکیل دهندهٔ ولایت ختن امروزی هستند، منجمله شهرستان گوما.
در سال ۱۹۲۰ میلادی، ولایت ختن، شامل ۶ شهرستان ختن، کرییه، گوما، لوپ، قره‌قاش، و کارگیلیک تاسیس شد.
در سالهای ۱۹۳۳ و ۱۹۳۴ میلادی، در منطقهٔ کاشغر که در آن زمان شامل ولایت خودمختار قزل‌سو قرقیز نیز می‌شد، در طی شورشی علیه حکومت استانی وفادار به جمهوری چین، کشور جدیدی به طول دو سال با نام جمهوری اسلامی ترکستان شرقی اعلام شده بود. در منطقهٔ ختن نیز، کشوری با نام «امارت اسلامی ختن» اعلام شد.
بین سال‌های ۱۹۳۴ تا ۱۹۳۷ میلادی، منطقهٔ ختن تحت سلطهٔ جنگ‌سالاران هوئی (مسلمانان چینی‌تبار) بود، در حکومتی که اصطلاحا با نام «دونگانستان» از آن یاد می شود. (در منابع روسی، هوئی‌ها را دونگان می نامند)
بین سالهای ۱۹۵۴ و ۱۹۵۶ میلادی، «ولایت خودمختار جنوب سین‌کیانگ» (مشابه ولایت خودمختار ایلی قزاق) با تحت مدیریت داشتن ولایات کاشغر، یارکند، آق‌سو، ختن، و ولایت خودمختار قزل‌سو قرقیز ایجاد شد.
در فوریه سال ۲۰۱۶، با جدایی از اراضی تحت مدیریت شهرستان‌های قره‌قاش، گوما، و چیرا، شهر قروم‌قاش/کونیو به عنوان شهر وابسته به بینگتوان و «شهر تابع مستقیم منطقه خودمختار» تاسیس شده، از تابعیت ولایت ختن در آمده، و مستقیما در تابعیت اداری منطقه خودمختار سین‌کیانگ قرار گرفت.
در ژانویه سال ۲۰۱۸، اراضی جدیدی از شهرستان کرییه جدا شده و ضمیمهٔ شهر قروم‌قاش شدند.
در دسامبر سال ۲۰۱۹، اراضی جدیدی به مساحت ۱۰۳۹ کیلومتر مربع از شهرستان‌های قره‌قاش، گوما، چیرا، و کرییه جدا شده و ضمیمهٔ شهر قروم‌قاش شدند.

## تقسیمات اداری
شهرستان گوما متشکل از ۱ ناحیه، ۶ شهرک، ۸ قصبه، و ۲ قصبه قومیتی است. تنها ناحیهٔ تابع شهرستان گوما، نام رسمی خاصی ندارد. این ناحیه شامل محلات شهری قدیمی شهر گوما است. در همسایگی این ناحیه، یکی از شهرک‌های تابع شهرستان گوما است که «شهرک گوما» نام دارد. بر خلاف شهرستان که نام اویغوری آن «گوما» و نام چینی آن «پیشان» است، این شهرک در هر دو زبان رسمی، با نام «گوما» شناخته می شود. «شهرک گوما» شامل محلات نوساز شهر گوما و همینطور حلقه‌ای محله و روستا دورادور شهر گوما می شود.
از نکات قابل توجه در شهرستان گوما، این است که در تابعیت «قصبه کیلیانگ»، دهی به نام «اصفهان» وجود دارد.
- ناحیه گوما (به اویغوری: گۇما كوچا باشقارمىسى)(به چینی:‌ 皮山县街道، به پین‌یین: Píshān Xiàn Jiēdào) 
  - این ناحیه، نام رسمی خاصی ندارد و در منابع دولتی تنها با نام «ناحیه» (به اویغوری: كوچا باشقارمىسى)(به چینی:‌ 街道، به پین‌یین: Jiēdào) به آن اشاره شده است
- شهرک گوما (به اویغوری: گۇما بازىرى)(به چینی:‌ 固玛镇، به پین‌یین: Gùmǎ Zhèn)
- شهرک دعا (به اویغوری: دۇۋا بازىرى)(به چینی:‌ 杜瓦镇، به پین‌یین: Dùwǎ Zhèn)
- شهرک شهیدالله (به اویغوری: شەيدۇللا بازىرى)(به چینی:‌ 赛图拉镇، به پین‌یین: Sàitúlā Zhèn)
- شهرک موجی (به اویغوری: مۇجى بازىرى)(به چینی:‌ 木吉镇، به پین‌یین: Mùjí Zhèn)
- شهرک قوشتاغ (به اویغوری: قوشتاغ بازىرى)(به چینی:‌ 阔什塔格镇، به پین‌یین: Kuòshítǎgé Zhèn)
- شهرک سانجو (به اویغوری: سانجۇ بازىرى)(به چینی:‌ 桑株镇، به پین‌یین: Sāngzhū Zhèn)

- قصبه کیلیانگ (به اویغوری: كىلىياڭ يېزىسى)(به چینی:‌克里阳乡، به پین‌یین: Kèlǐyáng Xiāng)
- قصبه کوک‌ترک (به اویغوری: كۆكتېرەك يېزىسى)(به چینی:‌ 科克铁热克乡، به پین‌یین: Kēkètiěrèkè Xiāng)
- قصبه چودا (به اویغوری: چودا يېزىسى)(به چینی:‌ 乔达乡، به پین‌یین: Qiáodá Xiāng)
- قصبه موکویلا (به اویغوری: موكويلا يېزىسى)(به چینی:‌ 木奎拉乡، به پین‌یین: Mùkuílā Xiāng)
- قصبه زانگوی (به اویغوری: زاڭگۇي يېزىسى)(به چینی:‌ 藏桂乡، به پین‌یین: Zàngguì Xiāng)
- قصبه پیالما (به اویغوری: پىيالما يېزىسى)(به چینی:‌ 皮亚勒玛乡، به پین‌یین: Píyàlèmǎ Xiāng)
- قصبه پیشنا (به اویغوری: پىشنا يېزىسى)(به چینی:‌ 	皮西那乡، به پین‌یین: Píxīnà Xiāng)
- قصبه باش‌لنگر (به اویغوری: باشلەڭگەر يېزىسى)(به چینی:‌ 巴什兰干乡، به پین‌یین: Bāshénlángàn Xiāng)

- قصبه تاجیک نوآباد (به اویغوری: ناۋئابات تاجىك يېزىسى)(به چینی:‌ 垴阿巴提塔吉克民族乡، به پین‌یین: Nǎo'ābātí Tǎjíkè Mínzúxiāng)(به سریکالی: نوۇئوبود تۇجىك دىيۇر[الف])
- قصبه قرقیز کنقیر (به اویغوری: كەڭقىر قىرغىز يېزىسى)(به چینی:‌ 康克尔柯尔克孜民族乡، به پین‌یین: Kāngkè'ěr Kē'ěrkèzī Mínzúxiāng)(به قرقیزی: كەڭقىر قىرعىز ايىلى)